# 陳德草
陈德滔（1917年9月26日—1993年4月24日）是一位越南哲学家。他的著作大多以法文写成，试图结合现象学与马克思主义哲学。

## 生平
陈德滔生于越南河内并在那儿受了早期教育，17岁时通过了中学毕业考试。1936年，他赴法国继续学业，在高等师范学校师从莫里斯·梅洛-庞蒂，在那儿他写了一篇关于黑格尔的论文。1943年以一篇关于胡塞尔现象学的论文通过了Agrégation考试。1940年代他着手开始写第一本专著《现象学与辩证唯物主义》。书中认为现象学关于意识的叙述的缺陷只能由马克思关于劳动和社会的看法来补救。同时他成为一名活跃的反殖民主义者，在萨特和梅洛-庞蒂的创办的杂志《现代》撰写关于印度支那殖民主义的文章，文章引起了弗朗茨·法农等人的注意。1946年10月至12月，法国政府将陈德滔关进监狱。《现象学与辩证唯物主义》于1951年出版，同年他返回越南，支持共产党的活动。1956年，他成为第一民族大学历史系主任。
但1956年土改导致许多人死亡后，他成为党的政策的批评者，卷入了1950年代末异议知识分子被集体批判或处罚的人文佳品運動。虽然陈德滔未被逮捕，他还是受到共产党排挤，并在《人民报》发表了两篇自我检讨，1958年离开了政府给予的职位。1965年至1987年他的著作不能在越南出版。后三十年中他将一些哲学著作译成越南语，并准备他的另一本专著《语言和意识的起源考察》。该书1973年在法国出版，将唯物主义的生物性及认知性对意识与主观的论述与早前的马克思主义理念相结合。1980年代政治气氛缓和后，他得以到法国治病，在那儿遇见不少旧友，虽然他仍只能在越南使馆的一个房间过着清贫生活。1993年他在巴黎逝世，葬于拉雪兹神父公墓。

## 影响
陈德滔在1950年代至1960年代的法国较为流行，让-弗朗索瓦·利奥塔、路易·皮埃尔·阿尔都塞、雅克·德里达都引用过他的文章。